# Orintia incrustata
Orintia incrustata är en insektsart som beskrevs av Andrej Vasiljevitj Gorochov 1986. Orintia incrustata ingår i släktet Orintia och familjen syrsor. Inga underarter finns listade i Catalogue of Life.